# Wereldkampioenschappen roeien 1981
De 11e editie van de wereldkampioenschappen roeien werd in 1981 gehouden in München, Duitsland.

## Medaillewinnaars

### Mannen
| Bootklasse              | Goud | Goud | Zilver | Zilver | Brons | Brons |
| Skiff M1x               | Peter-Michael Kolbe |      | Rüdiger Reiche |        | John Robinson Biglow |       |
| Lichte skiff LM1x       | Scott Roop |      | Raimund Haberl |        | Brian Thorne |       |
| Dubbel twee M2x         | Duitse Democratische Republiek Klaus Kröppelien Joachim Dreifke |      | Finland Pertti Karppinen Reima Karppinen |        | Noorwegen Rolf Bernt Thorsen Alf Hansen |       |
| Twee zonder M2-         | Sovjet-Unie Joeri Pimenov Nikolai Pimenov |      | Nederland Willem Jan Atsma Ted Bosman |        | Italië Baldacci Pacovich |       |
| Twee met M2+            | Italië Carmine Abbagnale Giuseppe Abbagnale Giuseppe Di Capua |      | Duitse Democratische Republiek Karsten Schmeling Jürgen Seyfarth Hendrik Reiher                                                                       |        | Verenigd Koninkrijk Tom Cadoux-Hudson Richard Budgett Adrian Ellison |       |
| Lichte dubbel twee LM2x | Italië Francesco Esposito Ruggero Verroca |      | Verenigde Staten Paul Fuchs William Belden |        | Denemarken Leif Kruse Bjarne Eltang |       |
| Dubbel vier M4x         | Duitse Democratische Republiek Peter Kersten Karl-Heinz Bußert Uwe Heppner Martin Winter                                                                           |      | Sovjet-Unie Igor Yarkov Sergey Shevchenko Vladimir Koldishkin Aleksandr Sdravomislov                                                                  |        | Frankrijk Denis Gaté Jean-Raymond Peltier Charles Imbert Marc Boudoux |       |
| Vier zonder M4-         | Sovjet-Unie Aleksey Kamkin Valeriy Dolinin Aleksandr Kulagin Vitaliy Eliseyev                                                                                      |      | Zwitserland Bruno Saile Jürg Weitnauer Hans-Konrad Trümpler Stefan Netzle                                                                             |        | GDR Klaus Büttner Hans-Peter Koppe Jens Doberschütz Uwe Gasch |       |
| Vier met M4+            | Duitse Democratische Republiek Dietmar Schiller Jörg Friedrich Bernd Niesecke Harald Jährling Klaus-Dieter Ludwig                                                  |      | Verenigde Staten Andrew Sudduth Thomas Woodman John Everett Fred Borchelt Robert Jaugstetter                                                          |        | Sovjet-Unie Viktor Omelyanovich Dimants Krišjānis Dzintars Krišjānis Dzorzes Tikmers Juris Bērziņš |       |
| Lichte vier zonder LM4- | Australië Graham Gardiner Charles Bartlett Clyde Hefer Simon Gillett                                                                                               |      | Nederland Peter Van Berkel Richard Helsloot Willem Appeldoorn Paul Paulsen                                                                            |        | Canada Timothy Turner Edward Gibson Jim Relle Patrick Turner |       |
| Acht M8+                | Sovjet-Unie Zigmas Gudauskas Nikolai Solomakhin Vladimir Krilov Viktor Diduk Stasys Narušaitis Jonas Narmontas Jonas Pinskus Ihar Maystrenka Vladimir Nizhegorodov |      | Verenigd Koninkrijk Mark Andrews John Bland Colin Seymour Chris Mahoney Andrew Justice John Pritchard Malcolm McGowan Richard Stanhope Colin Moynihan |        | Verenigde Staten Daniel Lyons John Zevenbergen Thomas Kiefer James McDougall John Phinney David Clark Charles Clapp Matthew Labine Seth Bauer                                                               |       |
| Lichte acht LM8+        | Denemarken Torben Knudsen Jan Jensen Ivar Mølgaard Arne Højlund Søren Hansson Søren Eriksen Mikael Espersen Bent Fransson Peter Klug-Andersen                      |      | Italië Franco Pantano Mauro Torta Romano Uberti Lauro Zettin Renzo Borsini Lanfranco Borsini Claudio Castiglioni Leonardo Salani Davide Lanza         |        | Spanje Fernando Climent Luis Arteaga Leon Carlos Sáez Bernardos José Antonio Expósito Sánchez Francisco Goicoechea García Guillermo Müller Gascón Alberto Molina Castillo José Marti Miranda Fernando Macho |       |

### Vrouwen
| Bootklasse           | Goud | Goud | Zilver | Zilver | Brons | Brons |
| Skiff W1x            | Sanda Toma |      | Beryl Mitchell |        | Irina Fetissowa |       |
| Dubbel twee W2x      | Sovjet-Unie Margarita Kokarewischa Antonina Machina |      | Duitse Democratische Republiek Kerstin Kirst Jutta Hampe |        | Bulgarije Iskra Welinowa Anka Bakowa |       |
| Twee zonder W2-      | Duitse Democratische Republiek Sigrid Anders Iris Rudolph                                                                                               |      | Canada Elizabeth Craig Patricia Smith |        | Roemenië Puscatu Elena Horvat |       |
| Dubbel vier met W4x+ | Sovjet-Unie Tatyana Danilova Olga Kaspina Yelena Khloptseva Larisa Popova Maria Zemskova-Korotkova                                                      |      | Duitse Democratische Republiek Heidi Westphal Birka Brandt-Fengler Cornelia Linse Jutta Ploch Jenny Gerber                                                       |        | Roemenië Aneta Mihaly Valeria Răcilă Sofia Corban Olga Homeghi Ecaterina Oancia                                                                 |       |
| Vier met W4+         | Sovjet-Unie Olga Pivovarova Marina Studneva Svetlana Semyonova Raisa Doligoiada Nina Cheremisina                                                        |      | Duitse Democratische Republiek Viola Kestler Silvia Fröhlich-Arndt Marita Sandig-Gasch Romy Saalfeld Kirsten Wenzel                                              |        | Verenigde Staten Susan Tuttle Hope Barnes Shyril O'Steen Harriet Metcalf Nanette Bernadou                                                       |       |
| Acht W8+             | Sovjet-Unie Regina Baltutite Irina Teterina Elena Tereshina Nataliya Yatsenko Elena Makushkina Tatyana Shvetsova Nina Umanets Maria Paziun Nina Frolova |      | Verenigde Staten Carol Bower Carol Brown Jeanne Flanagan Patricia Spratlin Kristine Norelius Carie Graves Elizabeth Hills-O'Leary Liz Miles Valerie McClain-Ward |        | Roemenië Rodica Frîntu Florica Bucur Luminata Furcila Maricica Țăran Cristina Onofrei Maria Naghiu Mariana Zaharia Elena Bondar Elena Dobrițoiu |       |

## Medaillespiegel
| Plaats | Land                           | Goud | Zilver | Brons | Totaal |
| 1      | Sovjet-Unie                    | 7    | 1      | 2     | 10     |
| 2      | Duitse Democratische Republiek | 4    | 5      | 1     | 10     |
| 3      | Italië                         | 2    | 1      | 1     | 4      |
| 4      | Verenigde Staten               | 1    | 3      | 3     | 7      |
| 5      | Roemenië                       | 1    | 0      | 3     | 4      |
| 6      | Denemarken                     | 1    | 0      | 1     | 2      |
| 7      | Australië                      | 1    | 0      | 0     | 1      |
| 7      | West-Duitsland                 | 1    | 0      | 0     | 1      |
| 9      | Verenigd Koninkrijk            | 0    | 2      | 1     | 3      |
| 10     | Nederland                      | 0    | 2      | 0     | 2      |
| 11     | Canada                         | 0    | 1      | 2     | 3      |
| 12     | Finland                        | 0    | 1      | 0     | 1      |
| 12     | Oostenrijk                     | 0    | 1      | 0     | 1      |
| 12     | Zwitserland                    | 0    | 1      | 0     | 1      |
| 15     | Bulgarije                      | 0    | 0      | 1     | 1      |
| 16     | Frankrijk                      | 0    | 0      | 1     | 1      |
| 16     | Noorwegen                      | 0    | 0      | 1     | 1      |
| 16     | Spanje                         | 0    | 0      | 1     | 1      |
| Totaal | Totaal                         | 18   | 18     | 18    | 54     |

Edities

1962 Luzern · 
1966 Bled · 
1970 St. Catharines · 
1974 Luzern · 
1975 Nottingham · 
1976 Villach · 
1977 Amsterdam · 
1978 Hamilton (alleen zwaar) · 
1978 Kopenhagen (alleen licht) · 
1979 Bled · 
1980 Hazewinkel · 
1981 München · 
1982 Luzern · 
1983 Duisburg · 
1984 Montréal · 
1985 Hazewinkel · 
1986 Nottingham · 
1987 Kopenhagen · 
1988 Milaan · 
1989 Bled · 
1990 Lake Barrington · 
1991 Wenen · 
1992 Montréal · 
1993 Račice · 
1994 Indianapolis · 
1995 Tampere · 
1996 Motherwell · 
1997 Aiguebelette · 
1998 Keulen · 
1999 St. Catharines · 
2000 Zagreb · 
2001 Luzern · 
2002 Sevilla · 
2003 Milaan · 
2004 Banyoles · 
2005 Gifu · 
2006 Eton · 
2007 München · 
2008 Ottensheim · 
2009 Poznań · 
2010 Hamilton · 
2011 Bled · 
2012 Plovdiv · 
2013 Chungju · 
2014 Amsterdam ·
2015 Aiguebelette ·
2016 Rotterdam ·
2017 Sarasota ·
2018 Plovdiv ·
2019 Ottensheim ·
2020 Bled ·
2021 Shanghai ·
2022 Račice ·
2023 Belgrado ·
2024 St. Catharines ·
2025 Shanghai · 
2026 Amsterdam

Onderdelen

Skiff · 
Lichte skiff · 
Dubbel twee · 
Lichte dubbel twee · 
Twee zonder · 
Lichte twee zonder · 
Twee met

Dubbel vier · 
Dubbel vier met · 
Lichte dubbel vier · 
Vier zonder · 
Lichte vier zonder · 
Vier met · 
Acht · 
Lichte acht